# اسپهان (استان ساسانی)
اسپهان یا پردو یا پارتو یا پرتو (به لاتین: Partaw)، یکی از استان‌های ساسانیان در مرکز ایران بود که تقریباً با استان اصفهان در ایران امروزی برابر است. پایتخت این استان شهر اسپهان امروزی بود. این استان در سال ۶۴۲ میلادی به‌دست عرب‌ها سقوط کرد. اصفهان معرب اسپهان است.
نام‌های دیگر اصفهان، اسپهان، اسپاهان، سپاهان، اسپادان، صفاهان، پارتو، پرتیکان و پارتیکن (به معنی مکان یا سرزمین پارتی) گفته شده‌است.